# Intaka Tech Worlds View Challenge
La Intaka Tech Worlds View Challenge va ser una sèrie de curses ciclista d'un dia que es va disputar a KwaZulu-Natal (Sud-àfrica) durant els primers dies de febrer de 2008. En un principi havia de ser anual, però només es van celebrar aquell any i va formar part de l'UCI Àfrica Tour. El format era d'una challengue, amb 5 curses independents, sense una classificació general.

## Palmarès
| Any  | Prova | Recorregut                    | Vencedor         | Segon                 | Tercer                |
| ---- | ----- | ----------------------------- | ---------------- | --------------------- | --------------------- |
| 2008 | 1     | Richmond-Camperdown           | Manuel Quinziato | Andrí Hrivko          | Nicholas White        |
| 2008 | 2     | Thornville-Polyshorts Circuit | No assignat      | Andrí Hrivko          | David George          |
| 2008 | 3     | New Hanover-Wartburg          | Robert Hunter    | Björn Schröder        | Christoff Van Heerden |
| 2008 | 4     | Camperdown-Thornville         | Robert Hunter    | Christoff Van Heerden | Juan Van Heerden      |
| 2008 | 5     | Edendale-Cedera               | Manuel Quinziato | Peter Velits          | Christian Pfannberger |